# Hiper-realidade
Hiper-realidade é o conceito que se aplica à filosofia contemporânea.
Em semiótica e na filosofia pós-moderna, o hiper-realismo (não confunda com surrealismo) é um termo para descrever um indício de uma expansão da cultura pós-moderna. A hiper-realidade é um meio de caracterizar a via das interações conscientes com a "realidade". Especificamente,quando uma consciência perde sua habilidade de distinguir a realidade da fantasia, e passa a se relacionar com ela, posteriormente, sem dispor da compreensão que ela requer, de modo que acaba por ser deslocado para o mundo do hiper-real. A natureza do mundo hiper-real é caracterizada pelo "aperfeiçoamento" da realidade. Alguns famosos teoristas da hiper-realidade são Jean Baudrillard, Albert Borgmann, Daniel Boorstin e Umberto Eco.

## Aspectos
A maior parte dos aspectos da hiper-realidade podem ser pensados como "realidade por representação". Por exemplo, alguém que assiste a cenas pornográficas começa a viver no mundo não existente da pornografia, e mesmo embora a pornografia não seja uma descrição precisa do sexo, para aquele que está a contemplá-la, a realidade do "sexo" se torna algo não existente. Alguns outros exemplos são mais simples: o "M" arqueado do McDonald´s cria um mundo com a promessa de uma quantidade interminável de comida "padronizada", idêntica até nos mínimos detalhes, quando na "realidade" (de acordo com a crítica) o "M" não representa nada e a comida produzida não é idêntica ou mesmo infinita.

## Mundo-cópia
Baudrillard em particular sugere que o mundo que habitamos foi substituído por um mundo-cópia, no qual vivemos cercados por um simulacro de ordem estimular e nada mais. Baudrillard toma emprestado de Jorge Luis Borges o exemplo de uma sociedade cujos cartógrafos criaram um mapa tão detalhado que cobria com perfeição absoluta todas as coisas para as quais fora designado a representar. Quando o império caiu, o mapa tomou a posição da paisagem, e agora já não restava nem a representação nem o real — apenas o hiper-real.
A ideia da hiper-realidade, para Baudrillard, foi profundamente influenciada pela fenomenologia, semiótica e Marshall McLuhan.

### O nascimento da hiper-realidade
Embora o conceito tenha origem em antigos debates sobre a realidade e ilusão, pode-se encontrar alguns resquícios da origem do conceito de hiper-realidade nos estudos de Walter Benjamin, da mercadoria como um signo. Benjamin desenvolvia esse trabalho protopsicogeográfico, quando cometeu suicídio ao tomar uma alta dose de morfina, para escapar dos nazistas na fronteira da França com a Espanha, em 1940. Os temas foram mais tarde formalizados em um estudo do letrismo hipergráfico realizado por Isidore Isou, no início dos anos 50.
Objetos de consumo têm um signo de valor, o que significa que eles indicam algo sobre seu proprietário no contexto do sistema social. Por exemplo, um rei que usa a coroa como o signo para indicar que ele é o rei (embora, na realidade, a coroa, por si, é destituída de significado).
Signos de valor não possuem um significado ou valor inerentes além dos que lhe são convencionados. (Então, por exemplo, as joias da coroa são imprestáveis até o momento em que alguém concorda em negociá-las por seu peso em diamantes; algo parecido também ocorreu nos Países Baixos, no que ficou conhecido como a Crise das Tulipas, em que as pessoas vendiam e hipotecavam casas para comprar as tulipas cujo preço não cessava de aumentar, apenas porque, em algum momento, alguém decidiu comercializá-las a um preço arbitrariamente alto, que se alastrou por todo o país). Como os signos de valores se tornam mais e mais numerosos, a interação, principalmente comercial, se torna progressivamente baseada em coisas sem um significado intrínseco efetivo. Assim, a realidade se torna paulatinamente menos importante, sendo precedida por esse deslocamento semiótico. Se os grãos de areia são jogados, um a um, sobre a mesa, em algum momento arbitrário eles se tornam um monte de areia (veja:unidade e conjunto). De modo semelhante, em algum ponto arbitrário essa alteração de signos se torna mais complexa, e a realidade se torna uma hiper-realidade, ao que, consequentemente, também a distinção de "o que é real" se torna mais difícil.

### Consequências da hiper-realidade
A consequência da hiper-realidade como um paradigma para explicar a condição cultural norte-americana é que o consumismo, devido a seu vínculo com o deslocamento de valores semióticos (p.ex., uma marca X não passa de sua apresentação "modística", e um carro Y indica riqueza de seu possuidor; parece que há um esvaimento do significado pragmático do que se usa, que cede cada vez mais terreno para o que poderia-significar: dificilmente algo parece ser adquirido hoje por sua estrita utilização funcional) poderia ser vista como um fator que contribui para a criação da hiper-realidade ou da condição hiper-real. A hiper-realidade engana a consciência por separar qualquer engajamento emocional real, pois parece que nela mesmo as emoções são de certo modo e em alguma escala condicionadas por elementos hiper-reais concebidos previamente com essa intenção, e reproduções de aparência fundamentalmente vazia, nas quais se tenta implantar um pseudopreenchimento. Essencialmente, e embora Baudrillard talvez pudesse deplorar o uso dessa palavra, a satisfação ou felicidade é encontrada através da simulação e imitação de um simulacro realístico, mais propriamente que qualquer interação com a realidade "real".

## Interagir
Interagir em um local hiper-real, como um casino de Las Vegas fornece ao indivíduo a impressão de estar caminhando através de um mundo fantástico (não à toa Las Vegas ser conhecido pela alcunha de Capital do Excesso Sensorial), onde todo mundo joga sem parar. A decoração não é autêntica, tudo é uma cópia cuja aparência remonta a motivos oníricos, e induz seu contemplador a se sentir como que num sonho-irreal porém real, ou hiper-real. O que não é um sonho, evidentemente, é que o casino toma grande parte de seu dinheiro, dinheiro do qual se estará mais disposto a abrir mão quando sua consciência não entende realmente o que acontece à sua volta, o que não é difícil de acontecer quando se tem à volta um universo pululante de pirotecnias luminosas desnorteantes. Em outras palavras, embora intelectualmente seja capaz de compreender o que acontece em um casino, sua consciência acha que o dinheiro gasto na jogatina de um casino é parte de um mundo "não real", pois faz parte do espetáculo desse tipo de estabelecimento distanciar, tanto quanto possível, o que ocorre lá dentro da realidade "árida e insossa" do mundo prosaico. É de interesse dos decoradores enfatizar cada detalhe como um engodo, porém um engodo extremamente aconchegante, para tornar a experimentação do lugar como um embuste agradável, em toda a sua extensão. Se é iludido sob a impressão de ser um sultão das arábias, numa clara reminiscência, não tanto direta, da política do pão e circo. Talvez o que diferencie a hiper-realidade quando confrontada com o "mundo antigo" ou cultos religiosos é que ela nasce no ambiente do racionalismo, empirismo, estado laico,enfim num mundo onde acreditava-se que a ciência "descortinaria" um mundo guiado pelas ideologias. Agora, são os próprios resultados da ciência que dão possibilidade de criar e gerir um mundo hiper-real com suas modernas fantasmagorias.  O cassino obtém sucesso em dirigir o dinheiro para um objeto sem um valor ou realidade inerente.
Muitos dos filósofos pós-modernos, incluindo Baudrillard, não falam sobre hiper-realidade em termos da dicotomia sujeito/objeto.

### Definições da Hiper-Realidade
- "A simulação de algo que nunca existiu realmente"- Jean Baudrillard
- "O engano autêntico." - Umberto Eco

## Citações
"A afinidade secreta entre o jogo e o deserto: a intensidade da jogatina reforçada pela presença do deserto em volta da cidade. O frescor do ar-condicionado dos salões de jogos, em contraste com o calor radiante do lado de fora. A insistência de todas as luzes artificiais no afã de superar os raios solares. Noites de jogos iluminadas pela luz solar por toda a parte; a escuridão brilhante dessas salas no meio do deserto. O jogo por si possui a natureza do deserto, inumano, inculto, inicial, um desafio à economia do valor natural, uma atividade insana no limiar do comércio. Mas possui um limite estrito e para abruptamente; suas fronteiras são exatas, sua excitação não conhece a confusão. Nem o deserto nem o jogo são áreas habitáveis; seus espaços são finitos e concêntricos, com intensidade crescente à medida que se aproxima do interior, rumo a um ponto central, que está no espírito do jogo ou no coração do deserto - um espaço restrito, imemorial, onde as coisas perdem suas sombras, onde o dinheiro perde seu valor, e onde a extrema raridade das trilhas-marcadas-com-pão levam os homens a verem a instantaneidade da riqueza". Baudrillard, sobre Las Vegas.

## Exemplos de hiper-realidade
- Uma bebida de um sabor que não existe (soda sabor cereja);
- Pornografia ("mais sexo que o próprio sexo");
- Uma árvore de Natal de plástico que parece melhor do que uma árvore de verdade poderia ser;
- Uma revista com fotos de modelos "retocadas" por computador;
- Um jardim impecável (a vertente hiper-real da natureza);
- O busto da Monalisa, de Da Vinci, esculpido em mármore
- Quaisquer fatos históricos, do presente ou do passado, promovidos massivamente, como que ressuscitados;
- A Guerra do Golfo, na extensão de como os norte-americanos a entendem: de fato, Baudrillard diz que ela nunca aconteceu;
- Muitas cidades e lugares que contam com locais que não lhes são funcionais, vistos pela realidade de sua localização, como se fossem criados ex nihilo: Disney World, Las Vegas, Brasília, a novíssima Palm Island, no Dubai, uma ilha artificial em forma de palmeira, grande parte dos monumentos internacionais;
- A TV e os filmes em geral, devido à criação do mundo de fantasia e a dependência que o telespectador estabelece com esses mundos fantásticos.